# Csillagászat Baráti Köre
A Csillagászat Baráti Köre (CSBK) a legnagyobb taglétszámú hazai csillagászati szervezet volt. A Tudományos Ismeretterjesztő Társulat (TIT) keretein belül működött. Megalapítását az 1963. szeptember 21–22-én Szentendrén megszervezett Magyarország Amatőrcsillagászainak I. Országos Találkozóján határozták el. A Magyar Amatőrcsillagászok II. Országos Találkozóján alapították meg a kört 1964. augusztus 13-án. Kezdetben még a Magyar Amatőrcsillagászok Baráti Köre nevet viselte, végleges nevét a Győrött megtartott III. országos találkozón nyerte el 1965. augusztus 6–8-án. A Csillagászat Baráti Köre 1989. augusztus 19-ig működött.

## Alapító tagok
Betűrendben:
Apostol Ince (Miskolc), Aszódi Gábor (Szolnok), Bakó Mihály (Fűzfőgyártelep), Bakos István (Debrecen), Balázsy László (Sásd), Balogh Lajos (Budapest), Balogh Mihály (Szolnok), Bartha Lajos (Budapest), Bencze Sándor (Fűzfőgyártelep), Béres Irén (Miskolc), Besey Gyula (Esztergom), Czakó Zoltán (Dunaharaszti), Cserer József (Budapest), Csiba Márton (Dunaújváros), Dalnoki János (Tiszaszederkény-város), Dankó Sándor (Szolnok), Dévai Antal (Győr), Eivők Árpád (Budapest), Elek Árpád (Miskolc), Elek Imre (Ózd), Endrédy Zoltán Sándor (Környe), Erdős Tamás (Budapest), Erdős Zsigmond (Ózd), Farkas István (Dunaújváros), Fejes Lajos (Budapest), Fricsovszky Jenőné (Budapest), Fülöp Vilmos (Hatvan), Gábor Áron (Komló), Gergely Jenő (Gergelyiugornya), Gulyás Balázs (Budapest), Hajmási József (Székesfehérvár), Halász Gyula (Budapest), Harangozó István (Debrecen), Háry István (Budapest), Hermann László (Magyarkeszi), Herr László (Hőgyész), Hidasi Vilmos (Szolnok), Homoki László (Budapest), Horváth Ferenc (Budapest), Horváth Károly (Fűzfőgyártelep), Hotzi György (Mezőkövesd), Huszák György (Fűzfőgyártelep), Ihász Imre (Keszthely), Kádár Miklós (Szolnok), Kálmándy Pap Ferenc (Pécs), Kálmándy Pap Ferencné (Pécs), Kárpáti Sándor (Budapest), Kecskés Ödön (Szolnok), Kiss Endre (Szolnok), Kiss Imre (Szécsény), Kiss József (Békés), Kiss Zoltán (Görömböly), Kovács Sándor (Kunhegyes), Kriveczky Irma (Budapest), Kulin György (Budapest), Labancz Andor (Ózd), Lendvai László (Fűzfőgyártelep), Lugossy Sándor (Szolnok), Márky-Zay Lajos (Szeged), Máthé János (Fűzfőgyártelep), Mendlik Zoltán (Fűzfőgyártelep), Molnár Gyula (Hajdúszoboszló), Nagy Ferenc (Budapest), Nagy Sándor (Budapest), Nagy Zoltán (Pécs), Nagy Zoltán (Szolnok), Nagy Zsigmond (Keszthely), Ocsai István (Cegléd), Orbán Gyula (Nagykónyi), Orbán László (Szolnok), Orgoványi János (Budapest), Orosz Mihály (Ózd), Ötvös Istvánné (Budapest), Párniczky József (Székesfehérvár), Patay Károly (Győr), Patkós László (Győr), Pelsőczi László (Szigetszentmiklós), Pérczy Miklós (Szentendre), Póczos Sándor (Miskolc), Ponori Thewrewk Aurél (Budapest), Prack László (Budapest), Preier Rudolf (Fűzfőgyártelep), Puskás Emese (Miskolc), Puskás László (Győr), Rapcsány Mihály (Dunaújváros), Rikk József (Fűzfőgyártelep), Róka Gedeon (Budapest), Rosta Zoltán (Budapest), Sági György (Budapest), Sándor Béla (Szolnok), Sanyó Lajos (Budapest), Sárközy József (Várpalota), Schalk Gyula (Budapest), Schrőder Gabriella (Gyula), Sebők György (Budapest), Séthy Béláné (Budapest), Szalay Mihály (Budapest), Szalgháry László (Budapest), Szatmári Antal (Szolnok), Szécsy Ilona (Budapest), Székely Csaba (Budapest), Szemző Ernőné (Budapest), Szitter Béla (Győr), Szombathelyi Gyula (Debrecen), Szombathelyi Gyuláné (Debrecen), Takács József (Győr), Tihanyi László (Budapest), Tokody Lajos (Szolnok), Tóth Imre (Budapest), Tóth Kálmán (Miskolc), Tóth Sándor (Mártély), Vad Ibolya (Budapest), Varga István (Budapest), Varga Lajos (Baja), Varga Pál (Miskolc), Veres Ferenc (Miskolc), Zámolyi Zubek Iván (Győr), valamint Zöldág Imre (Zalaegerszeg).

## Megszűnése
Működését az 1989. augusztus 17–20-án Salgótarjánban megtartott Magyar Amatőr Csillagvizsgálók I. Országos Találkozója részeként az augusztus 19-i napon megtartott Csillagászat Baráti Köre rendkívüli találkozóján szüntette be.

## A CSBK vezetősége
1964–1968: Elnök: Detre László, ügyvezető elnök: Kulin György, titkár: Bartha Lajos. Vezetőségi tagok: Almár Iván, Elek Árpád, Róka Gedeon, Szitter Béla, Tokody Lajos.
1968–1972: Elnök: Kulin György, elnökhelyettes: Ponori Thewrewk Aurél, titkár: Hegyessy Péter, Márki-Zay Lajos. Vezetőségi tagok: Apostol Ince, Balázsy László, Bartha Lajos, Nagy Sándor, Szitter Béla, Tokody Lajos, Zétényi Endre.
1972–1976: Elnök: Kulin György, elnökhelyettes: Hajmási József. Ki titkár: Zombori Ottó. Vezetőségi tagok: Balázsy László, Bartha Lajos, Dankó Sándor, Kenderesi Alajos, Nagy Sándor, Szabó Gyula, Szitter Béla, Zétényi Endre.
1976–1980: Örökös elnök: Kulin György, elnök: Ponori Thewrewk Aurél, titkár: Zombori Ottó. Vezetőségi tagok: Balázsy László, Dankó Sándor, Dinga László, Göőz Lajos, Kanyó Sándor, Kelemen János, Lendvai László, Márki-Zay Lajos, Pelsőczi László, Szabó Gyula, Szitter Béla, Zétényi Endre.
1980–1984: Örökös elnök: Kulin György, elnök: Horváth András (1981-től), Ponori Thewrewk Aurél (1981-ig), titkár: Zombori Ottó. Vezetőségi tagok: Bánfalvi Péter, Dankó Sándor, Engler Nándor, Göőz Lajos, Kanyó Sándor, Karászi István, Kelemen János, Kemenes Lászlóné, Keszthelyi Sándor, Kiszel Vilmos, Mizser Attila, Papp János, Paszt György, Schalk Gyula (1983-tól), Szabó Gyula, Szoboszlai Endre, Szőke Balázs, Újvárosy Antal.
1984–1986: Tiszteletbeli elnök: Kulin György, elnök: Ponori Thewrewk Aurél, titkár: Zombori Ottó, elnökségi tagok: Horváth András, Mizser Attila, Schalk Gyula, Vértes Ernő. Vezetőségi tagok: Bánfalvi Péter, Both Előd, Dankó Sándor, Engler Nándor, Göőz Lajos, Horváth András, Jónás László, Karászi István, Kelemen János, Kemenes Lászlóné, Keszthelyi Sándor, Kiszel Vilmos, Könnyű József, Kulin György, Mizser Attila, Paszt György, Ponori Thewrewk Aurél, Schalk Gyula, Schlosser Tamás, Szabó Gyula, Szoboszlai Endre, Szőke Balázs, Újvárosy Antal, Vértes Ernő, Zombori Ottó
1986–1988: Tiszteletbeli elnök: Kulin György, elnök: Ponori Thewrewk Aurél, titkár: Zombori Ottó, elnökségi tagok: Dankó Sándor, Horváth András, Schalk Gyula, Vértes Ernő. Vezetőségi tagok: Balogh István, Bánfalvi Péter, Berente Béla, Dankó Sándor, Göőz Lajos, Horváth András, Jónás László, Karászi István, Kelemen János, Kemenes Lászlóné, Keszthelyi Sándor, Könnyű József, Kulin György, Mécs Miklós, Mizser Attila, Paszt György, Ponori Thewrewk Aurél, Schalk Gyula, Szoboszlai Endre, Szőke Balázs, Újvárosy Antal, Vértes Ernő, Zombori Ottó.
1988–1989: Tiszteletbeli elnök: Kulin György, elnök: Ponori Thewrewk Aurél, titkár: Zombori Ottó, elnökségi tagok: Horváth András, Mizser Attila, Schalk Gyula, Vértes Ernő. Vezetőségi tagok: Balogh István, Berente Béla, Both Előd, Gellért András, Horváth András, Jónás László, Karászi István, Kemenes Lászlóné, Keszthelyi Sándor, Könnyű József, Kulin György, Mécs Miklós, Mizser Attila, Orha Zoltán, Paszt György, Ponori Thewrewk Aurél, Rozmann Béla, Schalk Gyula, Szoboszlai Endre, Szőke Balázs, Újvárosy Antal, Vértes Ernő, Vilmos Mihály, Zombori Ottó.

## Külső hivatkozások
- csillagaszattortenet.csillagaszat.hu